# Ophrys lioniana
Ophrys lioniana är en orkidéart som beskrevs av Pierre Delforge. Ophrys lioniana ingår i ofryssläktet, och familjen orkidéer. Inga underarter finns listade i Catalogue of Life.